# Little Andaman
Little Andaman Island (tiếng Onge: Gaubolambe) là hòn đảo lớn thứ 4 trong quần đảo Andaman với diện tích xấp xỉ 707 km². Đảo cũng tổ chức thành một đơn vị hành chính cấp xã thuộc huyện South Andaman, Quần đảo Andaman và Nicobar, Ấn Độ.